# Superalgebra di Poincaré
In fisica teorica, la superalgebra di Poincaré (o algebra di super-Poincaré) estende l'algebra di Poincaré con l'aggiunta della supersimmetria, una relazione tra bosoni e fermioni.
La più semplice estensione supersimmetrica dell'algebra di Poincaré contiene due spinori di Weyl che soddisfano alla seguente relazione di anti-commutazione:
{\displaystyle \{Q_{\alpha },{\bar {Q}}_{\dot {\beta }}\}=2{\sigma ^{\mu }}_{\alpha {\dot {\beta }}}P_{\mu }}
e tutte le relazioni di anti-commutatione fra le {\displaystyle Q_{\alpha },} e le {\displaystyle P_{\mu }} sono nulle. Dove i {\displaystyle P_{\mu }} sono i generatori delle traslazioni, le {\displaystyle \sigma ^{\mu }} sono le matrici di Pauli e le {\displaystyle Q_{\alpha }} sono le supercariche ovvero sono i generatori di una trasformazione di supersimmetria.

## Supersimmetria
Nella fisica delle particelle, Infatti, in relazione ad una trasformazione di supersimmetria, ogni fermione ha un superpartner bosonico ed ogni bosone ha un superpartner fermionico. Le coppie sono state battezzate partner supersimmetrici, e le nuove particelle vengono chiamate appunto spartner, superpartner, o sparticelle. Più precisamente, il superpartner di una particella con spin {\displaystyle s} ha spin
{\displaystyle s-{\frac {1}{2}}}
alcuni esempi sono illustrati nella tabella. Nessuna di esse è stata fino ad ora individuata sperimentalmente, ma si spera che il Large Hadron Collider del CERN di Ginevra possa assolvere a questo compito a partire dal 2010, dopo essere stato rimesso in funzione nel novembre 2009. Infatti per il momento ci sono esclusivamente prove indirette dell'esistenza della supersimmetria. Siccome i superpartner delle particelle del Modello Standard non sono ancora stati osservati, la supersimmetria, se esiste, deve necessariamente essere una simmetria rotta così da permettere che i superpartners possano essere più pesanti delle corrispondenti particelle presenti nel Modello Standard.
La carica associata (ossia il generatore) di una trasformazione di supersimmetria viene detta supercarica.
La teoria spiega alcuni problemi insoluti che affliggono il modello standard ma purtroppo ne introduce altri. Essa è stata sviluppata negli anni '70 dal gruppo di ricercatori di Jonathan I. Segal presso il MIT; contemporaneamente Daniel Laufferty della “Tufts University” ed i fisici teorici sovietici Izrail' Moiseevič Gel'fand e Likhtman hanno teorizzato indipendentemente la supersimmetria. Sebbene nata nel contesto della teoria delle stringhe, la struttura matematica della supersimmetria è stata successivamente applicata con successo ad altre aree della fisica, dalla meccanica quantistica alla statistica classica ed è ritenuta parte fondamentale di numerose teorie fisiche.
Nella teoria delle stringhe la supersimmetria ha come conseguenza che i modi di vibrazione delle stringhe che danno origine a fermioni e bosoni si presentano obbligatoriamente in coppie.

## Gruppo di Poincaré
In fisica ed in matematica il gruppo di Poincaré è il gruppo di isometrie dello spazio-tempo di Minkowski. È un gruppo di Lie non compatto a 10 dimensioni. Il gruppo abeliano di traslazioni è un sottogruppo normale mentre il gruppo di Lorentz è un sottogruppo, uno stabilizzatore di un punto. Pertanto, l'intero gruppo di Poincaré è il prodotto semidiretto delle traslazioni e delle trasformazioni di Lorentz.
Si può anche dire che il gruppo di Poincaré sia un gruppo di estensione del gruppo di Lorentz determinato dalla sua rappresentazione vettoriale.
Le sue rappresentazioni di energia positiva unitaria sono indicate dalla massa (numero non negativo) e dallo spin (intero o mezzo) e, nella meccanica quantistica sono associate a particelle.
In accordo con il programma di Erlangen, la geometria dello spazio di Minkowski è definita dal gruppo di Poincaré: lo spazio di Minkowski è considerato per il gruppo come uno spazio omogeneo.
L'algebra di Lie del gruppo di Poincaré soddisfa le seguenti equazioni:
- {\displaystyle [P_{\mu },P_{\nu }]\,=\,0}
- {\displaystyle [M_{\mu \nu },P_{\rho }]\,=\,\eta _{\mu \rho }P_{\nu }-\eta _{\nu \rho }P_{\mu }}
- {\displaystyle [M_{\mu \nu },M_{\rho \sigma }]\,=\,\eta _{\mu \rho }M_{\nu \sigma }-\eta _{\mu \sigma }M_{\nu \rho }-\eta _{\nu \rho }M_{\mu \sigma }+\eta _{\nu \sigma }M_{\mu \rho }}

dove il vettore {\displaystyle P} è il generatore delle traslazioni, il tensore {\displaystyle M} è il generatore delle trasformazioni di Lorentz e il tensore {\displaystyle \eta } è la metrica di Minkowski.

## Superspazio
Il concetto di "superspazio" ha avuto due significati in fisica. La parola è stata usata la prima volta da John Archibald Wheeler per descrivere la configurazione spaziale della relatività generale, per esempio, tale uso può essere visto nel suo famoso libro di testo del 1973 dal titolo Gravitation.
Il secondo significato si riferisce alle coordinate spaziali relative ad una teoria della supersimmetria.  In tale formulazione, insieme alle dimensioni spazio ordinario x, y, z, ...., (dello spazio di Minkowski) ci sono anche le dimensioni "anticommutanti" le cui coordinate sono etichettate con i numeri di Grassmann; ovvero assieme alle dimensioni dello spazio di Minkowski che corrispondono a gradi di libertà bosonici, ci sono le dimensioni anticommutanti relative ai gradi di libertà fermionici.

## Supercampo
In fisica teorica, un supercampo è un tensore che dipende dalle coordinate del superspazio.
In fisica teorica, si analizzano spesso teorie supersimmetriche con supercampi che hanno un ruolo molto importante. In quattro dimensioni, il più semplice esempio (vale a dire con un valore minimo di supersimmetria N = 1) di supercampo può essere scritto usando un superspazio con quattro dimensioni extra di coordinate fermioniche, {\displaystyle \theta ^{1},\theta ^{2},{\bar {\theta }}^{1},{\bar {\theta }}^{2}}, che si trasformano come gli spinori e gli spinori coniugati.
I supercampi sono stati introdotti da Abdus Salam e JA Strathdee nel loro articolo 1974 sulle  "trasformazioni di supergauge".

### Alcune superparticelle
- Axino
- Bino
- Gaugino
- Gravifotone
- Graviscalare
- Higgsino
- Neutralino
- Smuone
- Spione (particella)